# 寺家古墳群
寺家古墳群（じけこふんぐん）とは、神奈川県横浜市青葉区寺家町（旧緑区）に存在し、3基の古墳と1基の横穴墓が確認されている古墳群。寺家ふるさと村近くに現存する。

## 概要
古墳群のある青葉区寺家町は、鶴見川（谷本川）上流部右岸にあり、神奈川県川崎市麻生区と東京都町田市との境界に位置する。多摩丘陵の丘や谷戸が次々に大開発の憂き目に遭い消滅していくなか、寺家町は「寺家ふるさと村」など、谷戸の水田や丘陵の雑木林といった自然のままの里山が比較的残された地域である。
寺家古墳群は、ふるさと村の谷戸北側、標高50メートルほどの丘陵にあり、古墳と見られる3基の墳丘が見つかっている。2基は円墳で、うち1基は前方後円墳ではないかという。これらの内の1基と思われる場所から、直刀2振が出土した記録がある。ただし正規の発掘調査履歴はない。
古墳のある丘陵西斜面には横穴墓が見つかっている。これも正規の調査履歴はないが、1978年（昭和53年）1月の地元「緑区郷土史研究会」の踏査によれば、現地にあるバーベキュー施設の所有者が施設関係の工事中に発見した横穴墓1基は、床一面に石を敷いた奥行2メートルほどの小型横穴だったという。
丘陵頂部の古墳群と斜面の横穴墓からなる群構造は、市ケ尾町の稲荷前古墳群やあざみ野南の赤田古墳群などに類似する。
なお、谷本川を挟んで対岸に位置する川崎市域の丘陵にも、円墳からなる「亀井古墳群」や「下麻生古墳群」などが存在するが、寺家古墳群をも含めてそれらを総合的に下麻生古墳群と呼称する書籍もある。丘を一つ隔てた西側の町田市三輪町にも下三輪玉田谷戸横穴墓群、さらにその西には西谷戸横穴墓群（以上東京都指定史跡）、北方には三輪白坂横穴墓群（町田市指定史跡）がある。